# Ally Pally Paradiso
Ally Pally Paradiso è il primo album live dei Big Audio Dynamite II, pubblicato nel 1991.

## Tracce
1. Ritual Ideas
2. Babe
3. Free
4. Messiahs of the Milk Bar
5. City Lights
6. Situation No Win
7. All St.'s Rd
8. I'm on the Right Track
9. 1999

## Formazione
- Mick Jones – voce, chitarra
- Nick Hawkins – chitarra, cori
- Gary Stonadge – basso, cori
- Chris Kavanagh – batteria, percussioni, cori